# Barnett Newman
Barnett Newman (sinh ngày 29 tháng 1 năm 1905, mất ngày 4 tháng 7 năm 1970) là một nghệ sĩ thị giác người Mỹ. Ông được coi là một trong những nghệ sĩ tiêu biểu nhất của trường phái trừu tượng ấn tượng và là một trong những họa sĩ tiên phong của thể loại vẽ theo mảng màu colorfield. Các tác phẩm của ông nổi bật ở màu sắc cũng như nội dung, đặc biệt được cấu trúc bởi khả năng tương tác giác quan về tính định hướng, hiện tại và sự ngẫu nhiên.